# Nyda (rzeka)
Nyda (ros. Ныда) – rzeka w syberyjskiej części Rosji, w Jamalsko-Nienieckim Okręgu Autonomicznym w obwodzie tiumeńskim. Jej długość wynosi 196 km, a powierzchnia zlewiska 7110 km². Uchodzi do Zatoki Obskiej w jej południowej części. Przy ujściu położona jest wieś Nyda.